# Cole Mohr
Cole Mohr (Houston, 27 aprile 1986) è un modello statunitense.

## Biografia
Nel 2006 ottiene il primo contratto con Dior Homme, e diventa uno dei modelli preferiti di Hedi Slimane. Diventa particolarmente celebre nel mondo della moda per il grosso tatuaggio che ha sul petto, che rappresenta la scritta "April-May-June.
Nel 2007 apre le sfilate di Dior Homme, appare sulla rivista V, fotografato da David Sims, su Numéro Homme e su Vogue Giappone. Nei periodi immediatamente successivi sfila per Burberry, Prada, e Fendi, e diventa il nuovo volto per le campagne pubblicitarie di H&M e Alexander Wang. Alla fine dell'anno il sito models.com nomina Mohr il miglior nuovo modello dell'anno.
Nel 2008 chiude le sfilate di Lanvin Homme a Parigi e compare sulla copertina della rivista DANSK, e nuovamente su V, Vogue Homme, Numéro Homme e Arena Homme +, insieme al collega Luke Worrall, fotografati da Juergen Teller. Dopo aver sfilato anche per Comme des Garçons e Balenciaga, Mohr diventa il nuovo volto maschile e femminile di Marc Jacobs, fotografato da Juergen Teller.
Nel 2008 la rivista Forbes ha classificato Cole Mohr fra i 10 modelli più pagati al mondo, posizione migliorata l'anno successivo, quando è stato classificato al decimo posto.

## Agenzie
- ReQuest Model Management - New York
- Beatrice Models Men's Division